# Athora Deutschland
Die Athora Deutschland ist eine auf das deutsche Run-Off-Geschäft spezialisierte Versicherungsgruppe mit Sitz in Wiesbaden, sie ist eine hundertprozentige Tochter der in Bermuda sitzenden und in verschiedenen europäischen Ländern tätigen Athora-Gruppe.

## Geschichte
Die Athora Deutschland wurde 2015 als Athene Deutschland gegründet, als der Altersvorsorgespezialist Athene das Deutschlandgeschäft der Delta Lloyd übernahm. Anfang 2010 hatte die Delta Lloyd angekündigt, ihr ca. 580.000 Policen umfassendes Deutschlandgeschäft einzustellen – dies betraf die Delta Lloyd Lebensversicherung und deren Tochter Hamburger Lebensversicherung sowie die Delta Lloyd Pensionskasse. Kurz vor Abschluss der Transaktion erfolgte im August 2015 die Verschmelzung der Hamburger Leben mit der Delta Lloyd Lebensversicherung, so dass die Gesellschaft im September des Jahres erlosch. Nach erfolgter Genehmigung durch die Bundesanstalt für Finanzdienstleistungsaufsicht wurde die Übernahme im Herbst 2015 abgeschlossen und die Gesellschaften in der Folge in Athene Lebensversicherung bzw. Athene Pensionskasse  umbenannt.
Im Zusammenhang mit der Ausgründung der Athora aus der Athene 2018 wurde die Athene Lebensversicherung in Athora Lebensversicherung umfirmiert. Im Sommer 2022 verkündete Athora vorbehaltlich der BaFin-Genehmigung die Übernahme eines Teilbestandes der deutschen Axa-Tochter. Trotz erfolgter aufsichtlicher Genehmigung und anschließender Übertragung des Bestandes auf eine neue Gesellschaft unter dem Namen AGER Lebensversicherung im November 2023. wurde die Transaktion nach dem Rückzug der Axa nicht vollzogen.

## Organisation
Zur Athora Deutschland gehören neben den Risikoträgern auch Servicegesellschaften, die ebenso wie die Holdinggesellschaft auf Basis von Dienstleistungs- und Outsourcingverträgen für die Versicherungsgesellschaften und verbundene Unternehmen Dienstleistungs-, Beratungs- und Verwaltungstätigkeiten sowie diverse Managementdienstleistungen erbringen. Die Athora Deutschland GmbH ist als Tochter der deutschen Holdinggesellschaft Mutter der Versicherungsgesellschaften, die jeweils einen Gewinnabführungsvertrag mit ihrer Mutter haben und im Gegenzug eine Kostengarantie erhalten.
Zur Athora Deutschland Gruppe gehören aktuell folgende Gesellschaften:
- Athora Deutschland Holding GmbH & Co. KG
  - Athora Deutschland GmbH
    - Athora Lebensversicherung AG
    - Athora Pensionskasse AG
    - Athora Deutschland Service GmbH